# Zemisia
Zemisia és un gènere monotípic de plantes herbàcies que pertany a la família de les asteràcies. La seva única espècie: Zemisia discolor, és originària de les Antilles, on es troba a Cuba i Jamaica.

## Taxonomia
Zemisia discolor va ser descrita per (Sw.) B.Nord. i publicat a Compositae Newsletter 44: 72. 2006.
Sinonímia
- Cacalia discolor Griseb.
- Cineraria discolor Sw.	basiònim
- Pentacalia discolor (Sw.) H.Rob.
- Senecio discolor (Sw.) Boj. ex DC.
- Senecio discolor Desf.[3]